# Puig de Rocabruna
El Puig de Rocabruna és una muntanya de 301 metres que es troba entre els municipis de Cervelló i de Sant Vicenç dels Horts, a la comarca del Baix Llobregat, contrafort oriental de les serres d'Ordal.